# Home Children

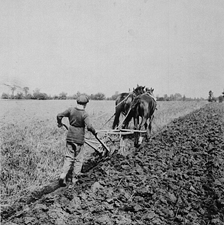
En pojke som plöjer vid Dr. Barnardo´s industriella farm i Russel i Manitoba år 1900. År 2010 reproducerades fotot på ett kanadensiskt frimärke till minne av immigrationen.

Home Children var ett migrationssystem som grundades av Annie MacPherson år 1869 där fler än 100 000 barn skickades från Storbritannien till Australien, Kanada, Nya Zeeland och Sydafrika för att utgöra ett tillskott till arbetskraften.
Australien bad om ursäkt för sin inblandning i systemet. I februari 2010 gav Storbritanniens premiärminister Gordon Brown en formell ursäkt till familjerna vars barn har lidit. Den 16 november 2009 sade Kanadas immigrationsminister Jason Kenney att Kanada inte tänkte be om ursäkt till de barn som migrerade.